# I情報
i情報（アイじょうほう）は、RBCiラジオで、主にワイド番組に内包されている放送している情報コーナーである。

## 概要
フォーマットラジオに似ており、毎時20分に放送される時は「20i」、毎時50分に放送されるときは「50i」になる。
放送内容はニュース・天気予報・交通情報・血液情報（移動採血のお知らせなど）・イベント情報と多岐に渡る。

## 放送している番組
- シャキッとi（月曜 - 金曜 7:00 - 9:00）
- ジブンジカン（月曜 - 金曜9:00 - 10:45）
- スポーツフォーカル（月曜 - 金曜 14:00 - 15:50、14:50は無し。）
- 菊池志乃のVilla de Weekend（土曜 15:00 - 18:00）
- 田久保諭の日曜ポーレポーレ（日曜 10:00 - 15:00）
- こんばんは!仲地昌京です（日曜 20:00 - 22:00）★

★印は必ずしも20分、50分ちょうどに放送されるとは限らない。

## 備考
この「i情報」という題名はRBCのラジオのみで使用されており、RBCテレビのローカル定時ニュースは「RBCフラッシュニュース」という題名で放送している（かつてはRBCニュースのタイトルでも放送していたが、現在はJNNニュースなどの全国ニュースのローカルパートとして内包されている）。